# Казле (Комо)
Казле је насеље у Италији у округу Комо, региону Ломбардија.
Према процени из 2011. у насељу је живело 9 становника. Насеље се налази на надморској висини од 958 м.